# Hangvars församling
Hangvars församling var en församling i Visby stift. Församlingen uppgick 2002 i Hangvar-Halls församling.
Församlingskyrka var Hangvars kyrka.

## Administrativ historik
Församlingen har medeltida ursprung och införlivade troligen under första hälften av 1500-talet Elinghems församling. Den 1 januari 1980 överfördes från Hangvars församling till Lärbro församling ett obebott område omfattande en areal av 0,1 km², varav 0,1 km² land. Gränsändringen berörde fastigheten Tängelgårde 1:91 som bildats 1977 genom sammanläggning av fastigheterna Tängelgårde 1:3, 1:5, 1:61, 1:69, 1:82 i Lärbro församling med fastigheterna Kyrkebys 1:51 och 1:52 i Hangvars församling. 1986 skedde en ny gränsändring genom bildandet av fastigheten Tängelgårde 1:95 genom sammanläggning av flera fastigheter i Lärbro församling med fastigheterna Kullshage 1:29, 1:38, 1:40, 1:42, 1:44 och 1:46 i Hangvars församling. Området i Hangvar överfördes därmed till Lärbro.
Församlingen var till 1962 moderförsamling i pastoratet Hangvar och Hall, för att från 1962 vara annexförsamling i pastoratet Lärbro, Hellvi, Hangvar och Hall. Församlingen uppgick 2002 i Hangvar-Halls församling.
Församlingskod var 098009.

## Areal
Hangvars församling omfattade den 1 januari 1981 en areal av 85,3 km², varav 85,0 km² land.